# Macrotis
Macrotis es un género de marsupiales peramelemorfos de la familia Thylacomyidae conocidos vulgarmente como bilbies. Son  omnívoros. Antes de la colonización europea de Australia, su fauna poseía dos especies. Una de ellas se extinguió en la década de 1950 y la otra se encuentra, hoy en día, amenazada.
Producto de la convergencia evolutiva presentan una apariencia similar a los cerdos hormigueros, pero no están emparentados con éstos.

## Especies
- Macrotis lagotis
- Macrotis leucura †